# NatHalie Braun Barends
Nathalie Braun Barends, també coneguda com a Petsire, és una artista internacional multimèdia que treballa amb pintures, fotografia, vídeo, instal·lacions de llum i esdeveniments. Les seves obres es mostren i formen part de col·leccions a museus i institucions culturals de tot el món.
Nathalie Braun Barends va néixer a Alemanya i va créixer principalment al Brasil i a Xile. Del 1987 al 1991 va anar a la Universitat de São Paulo a Paulista, on el 1994 va obtenir el títol de Lato sensu en màrqueting internacional. El 1993 va exposar a la Casa de la cultura japonesa i el 1994 va fer la seva primera exposició individual a l’Institut Goethe de São Paulo. El 1994 va ser artista convidada a l'Acadèmia de Belles Arts de Viena i el 1995 va fer la seva primera exposició internacional individual al Centre Cultural Austríac "Palais Pallfy" de Viena; el 1997 va ser artista resident al Banff Center for International Art del Canadà. El 1998 Braun Barends va ser artista d'intercanvi a l'Acadèmia de les Arts de Berlín. Entre el 1996 i el 2001 va obtenir el màster Stricto Sensu en Comunicació i Arts amb el Dr. Manuel Moran a la Universitat de São Paulo, Brasil. El 2001 va fundar Halie Light International, Inc. i també va ser copresidenta, dissenyadora i consultora de L'Observatoire International, Inc a Nova York. El 2003 va rebre el premi de la NY Art Commission pel seu concepte d'il·luminació al PS 1 - (MoMA) Contemporary Art Museum, Nova York, per Halie Light & L'Observatoire International Project. El 2004 va fundar a Nova York la "H Life Foundation, Inc. for Art, Cultural Heritage and Nature".
Un dels focus de la seva obra és la llum en moltes de les seves manifestacions. Investiga i crea símbols, treballa amb pigments naturals i emissors de llum, nous suports i materials o disseny.
Entre altres coses, promou la consciència sobre qüestions de seguretat i sovint utilitza mantes ignífugues i mantes espacials per a les seves obres d'art.
Participa en projectes socioambientals i s’interessa per les cultures locals, els seus rituals i l’organització tribal: xavantes o a’uwẽ uptabi al Brasil, ètnia hopi als Estats Units, maputxes a Xile, aborígens australians, bantu al Gabon.
Alguns exemples d’instal·lacions multimèdia específiques a Alemanya van ser Pharadise i HHole for Mannheim. HHole era una forma artística de reivindicar el territori del museu i de "reorientar la nostra visió des de l'interior cap a l'exterior". El 2015, va demandar el museu on es va instal·lar HHole perquè el museu anava a tapar els forats que ella va descriure com a art. El tribunal va dictaminar que un forat no es pot interpretar com a art, malgrat altres precedents, com els forats de Gordon Matta-Clark practicats en edificis. Braun Barends va ser compensada pel valor monetari del seu art. PHaradise era una instal·lació d’il·luminació a la cúpula de l'edifici Hermann Biling i durant la nit la llum canvia i es mou d’una manera que recorda la respiració.
El Tribunal Suprem alemany va confirmar les decisions i va dictaminar que la retirada de les obres d'art no infringia els seus drets morals com a artista.

## Arquitectura
1996–2001 - Concepció, disseny i supervisió d'obra de la "Hali House de Cirambai" concebuda per ser un estudi d'artista, una residència opcional i la futura base de la Fundació HLife, Ilhabela, (Beautiful Island) Ponta das Canas, entre São Paulo i Rio de Janeiro / Brasil. La casa ha estat reconeguda oficialment com a obra d’art pel "Ministerio da Cultura" brasiler.